# آیلت میل (ویرجینیا)
آیلت میل (به انگلیسی: Aylett Mill) یک منطقهٔ مسکونی در ایالات متحده آمریکا است که در شهرستان کینگ ویلیام، ویرجینیا واقع شده‌است.